# Devouring Mothers
Devouring Mothers (Mères dévoreuses) est un ensemble de trois sculptures réalisé entre 1970 et 1972 par Niki de Saint Phalle qui comprend trois éléments : une Femme en blanc 90 × 60 × 60 cm, une Femme jaune 84 × 78 × 70 cm, une table 22 × 55 × 40 cm, Moderna Museet, Stockholm.
C'est une des sculptures de la série de Mothers (Mères), toutes réalisées pendant la même période. Parmi celles-ci se trouve Le Thé chez Angelina, 1971,  composé de : une Femme rouge 170 × 180 × 110 cm, une Femme verte 190 × 120 × 100 cm, une table 127 × 127 cm, Museumsquartier, Mumok, à Vienne en Autriche
Des Mothers isolées peuplent d'autres groupes de sculptures firgurant des scènes : Les Funérailles du Père , 1971, composé d'une Femme 227 × 185 × 100 cm, d'un Cercueil 130 × 220 × 68 cm, et d'une Croix 245 × 140 × 40 cm, Sprengel Museum Hannover, Hanovre.

## Historique et contexte
Ces Mothers sont nées d'une réflexion de l'artiste sur le rôle de la femme, après les triomphantes nanas considérées comme des « amazones maternelles » par Kalliopi Minioudaki. Après avoir exprimé sa rage contre le père  dans les Tirs, elle en vient à s'interroger sur le rôle de la mère et sur son propre rôle de mère. « Qui est le monstre, demande-t-elle, moi ou toi, qui est le monstre, la mère ou le moi? »
Les femmes qu'elle représente sont massives, lourdes, difformes, laides. Elles mangent, mangent, mangent, pour compenser un manque sexuel.
Kalliopi Minioudaki rappelle que Niki de Saint Phalle a eu une relation difficile avec sa mère, femme très stricte qui  « sauvait hypocritement les apparences et qui avait abandonné sa fille pendant trois ans en France. » Niki la considère comme une complice du père par son silence, c'est la raison pour laquelle elle la rattache au film Daddy avec le livre publié en 1972 The Devouring mothers (Story book), livre d'artiste, 165 × 140 cm, 48 pages édité par Gimpel fils en 1972 (Milan), ouvrage présenté sur le catalogue de l'hôtel Drouot , et réédité en version ordinaire  en 2014 aux éditions de l'Amateur.

## Description
Les Devouring mothers se présentent sous la forme de deux monstrueuses femmes assises devant une table garnie d'un bouquet. Elles s'apprêtent à manger un crocodile dans une assiette et dans l'autre, probablement des restes  humains comme ceux du Thé chez Angelina ou la mère et la tante dévoraient le père et un crocodile. Bouffies, soufflées, et flasques, elles représentent l'envers des Nanas. Les Devouring sont exposées en 1972  à la Gimpel fils Gallery à Londres, le livre est publié à cette occasion. L'exposition est présentée ensuite à la Gimpel & Weitzenhoffer Gallery  de New York du 10 avril au 5 mai 1973.
Niki déplore que cette série n'ait pas  été autant appréciée que les nanas, alors que l'année précédente, au musée de Leverkusen, (le Museum Morsbroich) la Femme-poupée est entrée au musée dans une exposition « érotico-convulsive », que Jean-Louis Ferrier et Yann Le Pichon considèrent comme vulgaire, et aux antipodes des nanas de Niki de Saint Phalle.